# Charles Eugène Gabriel de La Croix de Castries

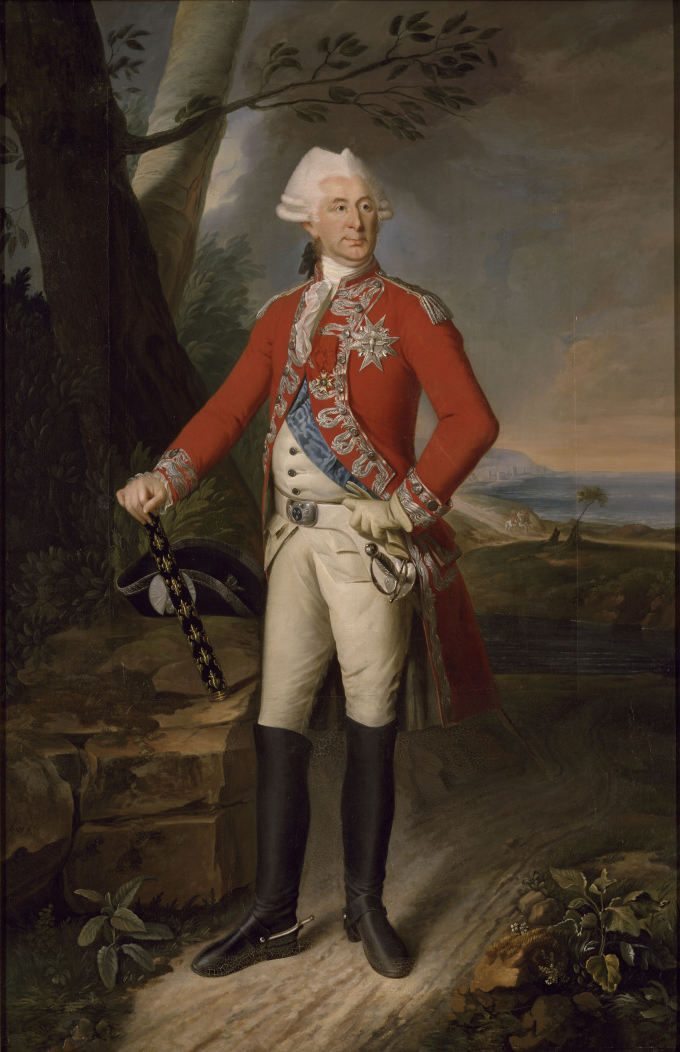
Marskalken Charles Eugène Gabriel de La Croix de Castries, porträtt av Joseph Boze.

Charles Eugène Gabriel de La Croix de Castries, markis av Castries, född 25 februari 1727 i Paris, död 11 januari 1801 i Wolfenbüttel, var en fransk militär.
Castries deltog i österrikiska tronföljdskriget och i sjuårskriget, där han i slaget vid Kloster Kamp 1760 besegrade prins Ferdinand av Braunschweig. 1780-87 var Castries fransk sjöminister och utnämndes 1783 till marskalk. 1790 lämnade han Frankrike på grund av revolutionen; han anförde 1792 en avdelning ur prinsarnas armé och var ett viktigt stöd för Ludvig XVIII av Frankrike under landsflykten.